# Gabriel Stern
Pour les articles homonymes, voir Stern.
 (août 2022).
Gabriel Stern, né à Paris en 1992, est un pianiste classique français.

## Biographie
Gabriel Stern s'est formé à la Haute École de musique de Genève, où il obtient un Master de Concert auprès de Cédric Pescia et un Master de Soliste auprès de Nelson Goerner.
Il a commencé son parcours musical au Conservatoire à rayonnement régional de Marseille auprès d'Anne-Marie Ghirardelli avant de rejoindre en 2012 la classe de Pascal Amoyel au Conservatoire à rayonnement régional de Rueil-Malmaison pour y obtenir le Diplôme de Virtuosité.
Gabriel Stern a bénéficié de l'enseignement d'Elisso Virssaladze dans le cadre d'un Postgraduate Studies à la Fondazione Scuola di Musica di Fiesole. Il a également reçu les conseils de plusieurs personnalités du monde musical, parmi lesquelles Pavel Nersessian, Philippe Cassard, Jean-Marc Luisada, Konstantin Lifschitz, Jacques Rouvier, Racha Arodaky, Véronique Pelissero, Bernard d'Ascoli.
Gabriel Stern est invité par des festivals tels que le Festival international de piano La Roque d'Anthéron le Festival de la Grange de Meslay, le Festival Radio France Occitanie Montpellier.

## Enregistrements
En Mai 2019, Gabriel Stern a enregistré les Variations Goldberg de Jean-Sébastien Bach, chez le label Lyrinx dirigé par René Gambini.
Le disque est présenté comme Disque Classique du Jour dans l'émission de Emilie Munera et Rodolphe Bruneau-Boulmier, et reçoit 5 diapasons dans la revue Diapason (magazine).
En avril 2022, son second enregistrement consacré aux Douze études d'exécution transcendante de Franz Liszt paraît chez le label Mirare dirigé par René Martin. Un Diapason d’Or avec le choix d'Arte lui est décerné dans la revue Diapason, ainsi que cinq étoiles dans la revue Classica. 